# Roadiano
| Sistema/ Período | Série/ Época | Andar/ Estágio | Idade (Ma)   | Idade (Ma)   |
| --- | ------------ | -------------- | ------------ | ------------ |
| Triássico | Inferior     | Indiano        | mais recente | mais recente |
| Permiano | Lopinguiano  | Changxinguiano | 252.17       | 254.14       |
| Permiano | Lopinguiano  | Wujiapinguiano | 254.14       | 259.8        |
| Permiano | Guadalupiano | Capitaniano    | 259.8        | 265.1        |
| Permiano | Guadalupiano | Wordiano       | 265.1        | 268.8        |
| Permiano | Guadalupiano | Roadiano       | 268.8        | 272.3        |
| Permiano | Cisuraliano  | Kunguriano     | 272.3        | 283.5        |
| Permiano | Cisuraliano  | Artinsquiano   | 283.5        | 290.1        |
| Permiano | Cisuraliano  | Sacmariano     | 290.1        | 295.0        |
| Permiano | Cisuraliano  | Asseliano      | 295.0        | 298.9        |
| Carbonífero | Pensilvânico | Gjeliano       | mais antigo  | mais antigo  |
| Subdivisão do Permiano de acordo com a Tabela Cronoestratigráfica Internacional versão 2015/1 da Comissão Internacional sobre Estratigrafia. |              |                |              |              |

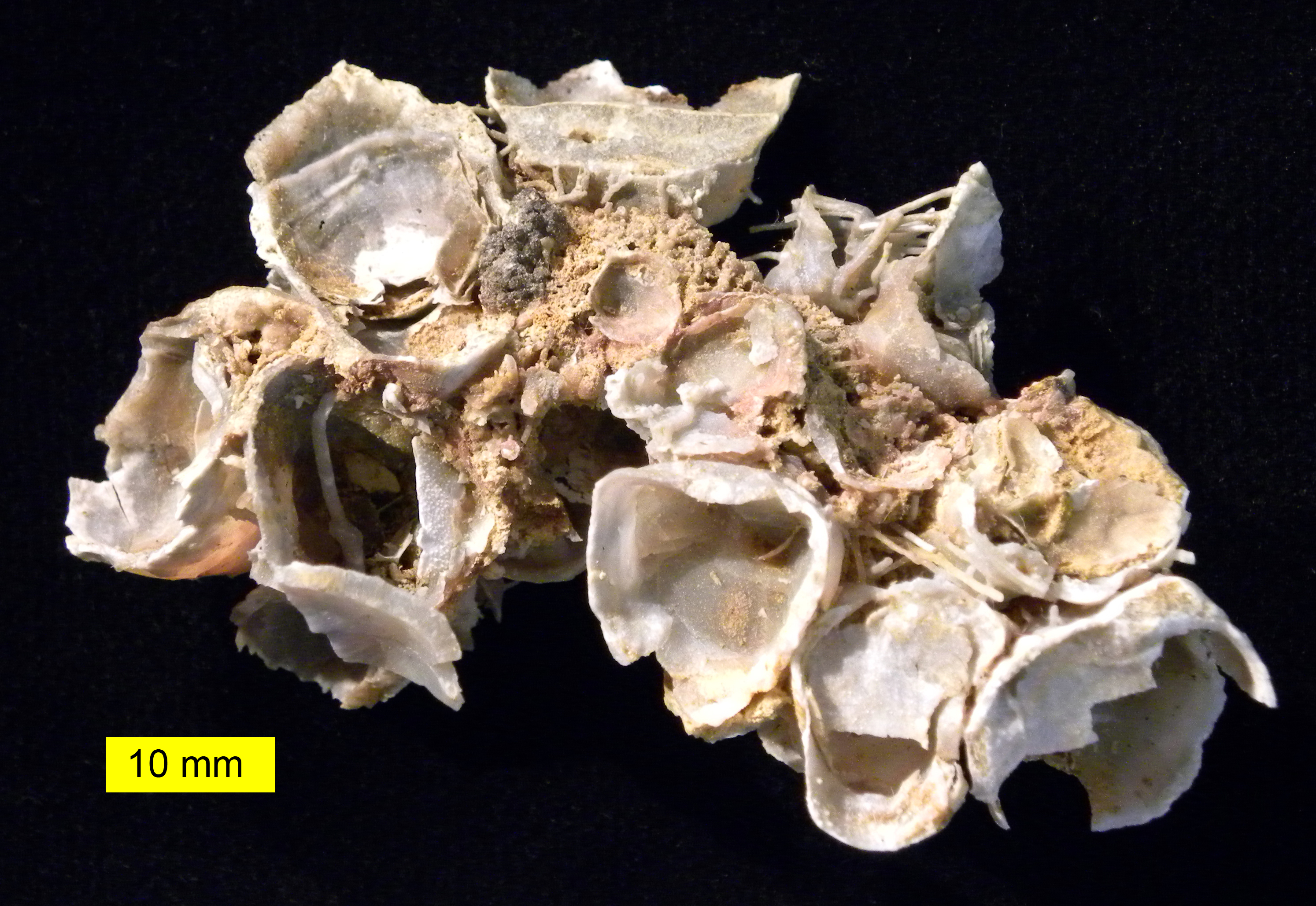
Hercosestria cribrosa.

Na escala de tempo geológico, o Roadiano é a idade da época Guadalupiana do período Permiano da era Paleozoica do éon Fanerozoico que está compreendida entre há 272,3 milhões de anos e 268,8 milhões de anos, aproximadamente. A idade Roadiana sucede a idade Kunguriana da época Cisuraliana de seu período e precede a idade Wordiana de sua época.